# タイガー・チェン
タイガー・チェン（Tiger Chen、1975年3月3日 - ）または陳虎（チェン・フー、中国語: 陈虎、Chen Hu）は、中国の武術家、俳優。

## 経歴
四川省成都市で生まれ、中国武術の修行を行った。18歳で四川省代表入りし、中国大陸全国少年武術大会で優勝。19歳でアメリカ合衆国へ渡ったが、皿洗いや荷運びに追われる日々を過ごしていた。アメリカでユエン・ウーピンに弟子入りし、キアヌ・リーブスの武術指導やウマ・サーマンのスタントを行った。また、アメリカ合衆国空手道大会60kg級とサンフランシスコ国際武術トーナメントでの優勝も経験した。
1998年、ユエン・ウーピンの下でマトリックスのアクション指導を行ったことが映画への最初の関わりとなった。この時に、キアヌ・リーブスとの親交が始まっている。その後、チャーリーズ・エンジェル、ワンス・イン・ザ・ライフ、キル・ビルでもアクション指導を行っている。
俳優としては、2000年、ワンス・イン・ザ・ライフに出演。その後2003年のマトリックス リローデッド、2005年のドラゴン・プロジェクトにも出演した。
2012年、キアヌ・リーブスの出資の下で林浩然が監督したカンフーマンで武術指導と主演を務め、翌年にキアヌ・リーブス自身が監督したファイティング・タイガーでも主演を担った。2017年にはカンフー・トラベラーで王智と共に主演している。

## 出演作品
| 年   | タイトル                           | 役                 | その他         |
| ---- | ---------------------------------- | ------------------ | -------------- |
| 1999 | マトリックス                       |                    | アクション指導 |
| 2000 | チャーリーズ・エンジェル           |                    | アクション指導 |
| 2000 | ワンス・イン・ザ・ライフ           | Loe                | アクション指導 |
| 2003 | キル・ビル                         |                    | アクション指導 |
| 2003 | マトリックス リローデッド          | Ronin              | アクション指導 |
| 2003 | マトリックス レボリューションズ    |                    | アクション指導 |
| 2005 | ドラゴン・プロジェクト             | 武術家             |                |
| 2012 | カンフーマン                       | タイガー（陳林虎） | 武術指導       |
| 2013 | ファイティング・タイガー           | タイガー（陳平）   | [ 16 ] [ 17 ]  |
| 2015 | 道士下山                           | 郭敬               | [ 18 ]         |
| 2016 | 流金                               | 鳳凰               | [ 19 ]         |
| 2017 | カンフー・トラベラー（功夫机器侠） | 阿杰 陈虎          | [ 14 ]         |
| 2018 | トリプル・スリート                 | Long Fei           | [ 20 ]         |

| 年   | タイトル | 役     | その他 |
| ---- | -------- | ------ | ------ |
| 1999 | 小李飛刀 | 游龍生 | [ 21 ] |

## 受賞
- 中国大陸全国少年武術大会優勝
- アメリカ合衆国空手道大会60kg級優勝
- サンフランシスコ国際武術トーナメント優勝
- 世界スタント賞ノミネート（マトリックス リローデッド）[4]